# Franziska Goltz

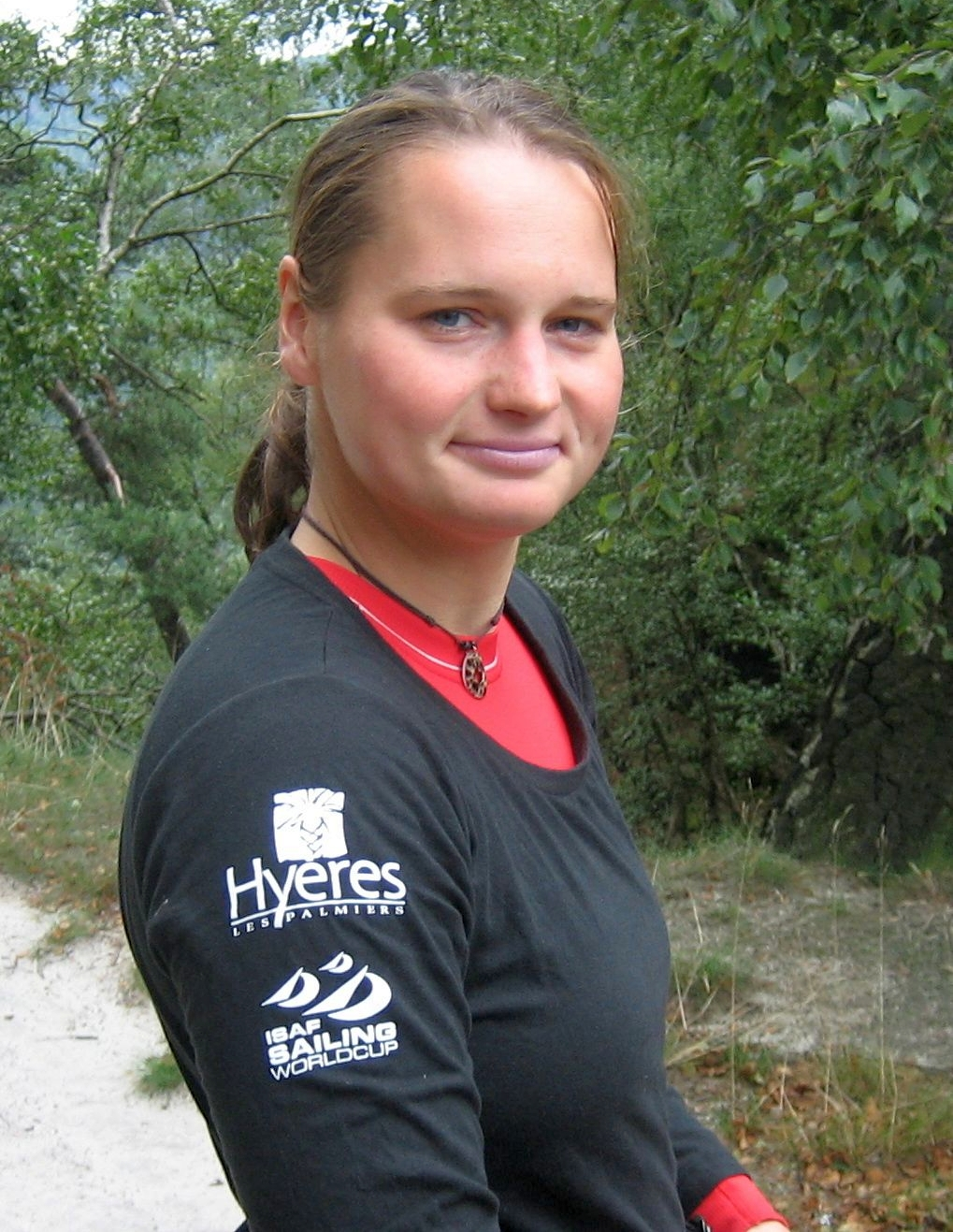
Franziska Goltz (2010)

Franziska Goltz (* 19. Februar 1985 in Schwerin) ist eine deutsche Seglerin in der Laser-Radial-Klasse.
Franziska Goltz lebt in Kiel und studiert dort an der Christian-Albrechts-Universität zu Kiel Sportwissenschaften, Pädagogik und Volkswirtschaftslehre. Sie startet für den Schweriner Segler Verein von 1894. 2005 wurde sie deutsche Juniorenmeisterin.
2005 begann Goltz ihre Karriere bei den Frauen im Leistungsbereich. In dem Jahr wurde sie erstmals Deutsche Meisterin und startete in Split erstmals bei den Europameisterschaften, bei denen sie 43. wurde. Ein Jahr später erreichte sie sowohl bei den Europameisterschaften in Riccione und den Weltmeisterschaften in Los Angeles 27. National gewann sie erneut den Titel. Die Weltmeisterschaften 2007 in Cascais beendete sie als 47., national wurde sie Dritte der Meisterschaften.
2008 kam bei den Europameisterschaften in Nieuwpoort ein 20. Rang hinzu. Bei der Princess Sofia Trophy kam sie auf den zweiten Platz. National nahm Goltz 2008 erstmals den Spitzenplatz der Rangliste ein und wurde Deutsche Vizemeisterin. Zudem war sie Sparringpartner von Petra Niemann, die in Peking an den Olympischen Spielen des Jahres teilnahm. Ihr bislang bestes Resultat bei Europameisterschaften erreichte sie als 14. 2009 in Charlottenlund. National war sie erneut Vizemeisterin.
2010 kamen die Ränge 25 bei der Europameisterschaft in Tallinn und 18 bei der Weltmeisterschaft in Largs hinzu. Bei der Kieler Woche, gleichzeitig ein Weltcup-Rennen, belegte Goltz den zweiten Rang in ihrer Bootsklasse. Zudem gewann sie ihre dritte nationale Meisterschaft. 2011 gewann sie ihren vierten Titel und qualifizierte sich für die Olympischen Sommerspiele 2012 in London. In Perth wurde sie 39. der Weltmeisterschaft, 2012 in Boltenhagen 15. Zum Karrierehöhepunkt wurden die Olympischen Spiele, bei denen Goltz als 26. vor dem Medalrace ausschied.
Seit September 2024 ist Franziska Goltz Segeltrainerin bei der Stiftung Louisenlund.